# Volovarți, Kărdjali
Volovarți (în bulgară Воловарци) este un sat în comuna Kărdjali, regiunea Kărdjali,  Bulgaria. 

## Demografie
Componența etnică a satului Volovarți
     Turci (96,77%)
     Nicio identificare (3,22%)
     Altele (0%)
La recensământul din 2011, populația satului Volovarți era de 62 locuitori. Din punct de vedere etnic, majoritatea locuitorilor (96,77%) erau turci. Pentru 3,22% din locuitori nu este cunoscută apartenența etnică.